# Крал на Шотландия
Тази страница е списък на кралете на Шотландия от обединението на кралствата на Алба от Кенет Макалпин през 843 г. до обединението на Шотландия и Англия от кралица Анна през 1707 г.

## Алпин
Царуването на краля на пиктите Кенет Макалпин в средата на ІХ век се смята за началото на династията на Алпин в Шотландия. Още в началото, династията е разделена в два лагера, а короната, щом се отдаде възможност при смъртта на крал от единия, най-често в битка или убит от претендент, се прехвърляла в другия. Малкълм II, последният от династията Алпин, успешно разгромява противниците си и, самият той останал без мъжки наследници, завещал короната на сина на дъщеря си, Дънкан, който на свой ред основал династията Дънкелд.
| Портрет | Име                                                                     | Роден        | Управлява от       | Семейство                                            | Управлява до       | Починал                                              |
| ------- | ----------------------------------------------------------------------- | ------------ | ------------------ | ---------------------------------------------------- | ------------------ | ---------------------------------------------------- |
|         | Кенет I Мак Алпин (Coinneach I mac Alpein) (Кенет Завоевателя)          | около 820    | около 843          | Син на Алпин, крал на пиктите поне 3 деца            | 13 февруари 858 г. | 13 февруари 858 г. Замъка Кинбелачир, близо до Скоун |
|         | Доналд I Мак Алпин (Domhnall mac Alpein)                                | 812 г.       | 13 февруари 858 г. | Син на Алпин, крал на пиктите брат на Кенет I 1 син? | 13 април 862 г.    | 13 април 862 г. вероятни Кинбелачир, близо до Скоун  |
|         | Константин I Мак Кенет (Coiseam I mac Choinnich)                        | -            | 13 април 862       | Син на Кенет I Шотландски поне 1 дете                | 877 г.             | 877 г. вероятно Атхол                                |
|         | Аед Мак Кенет (Aodh mac Choinnich)                                      | преди 858 г. | 877 г.             | Син на Кенет I Шотландски поне 1 дете                | 878 г.             | 878 г. Статхалан                                     |
|         | Гирик Мак Донълд (Griogair mac Dhunghail)                               | -            | 878                | Син на Доналд I Шотландски                           | 889                | -                                                    |
|         | Екхед мак Рюн (оспорвано царуване)                                      | -            | 878                | Внук на Кенет I Шотландски                           | 889                | -                                                    |
|         | Доналд II Мак Константин (Domhnall mac Choiseim) (Доналд Лудия)         | -            | 889                | Син на Константин I Шотландски 1 дете                | 900                | 900 Форес или замъка Дънотар                         |
|         | Константин II Мак Аед (Coiseam mac Aoidh)                               | преди 879    | 900                | Син на Аед Шотландски поне 3 деца                    | 943 (абдикира)     | 952 Сейнт Андрюс, Файф                               |
|         | Малкълм I Мак Доналд (Maol Chaluim mac Dhomhnail)                       | преди 900    | 943                | Син на Доналд II Шотландски 2 деца                   | 954                | 954                                                  |
|         | Индулф Мак Константин (Iibuld mac Causantin)                            | -            | 954                | Син на Константин II Шотландски 4 деца               | 962                | 962 Кълен или манастира в Сейнт Андрюс               |
|         | Дуб Мак Малкълм (Dub mac Mhaol Chaluim) (Дуб Бурния)                    | -            | 962                | Син на Малкълм I Шотландски 1 дете                   | 967                | 967 Форес                                            |
|         | Кокин Мак Индулф (Cuilen mac Iibuild) (Кулен Белия)                     | -            | 967                | Син на Индулф Шотландски 1 дете                      | 971                | 971 Южен Ланаркшър                                   |
|         | Емлеб Мак Индулф (Amhlaigh mac Iibuild)                                 | -            | 973                | Син на Индулф Шотландски                             | 977                | 977                                                  |
|         | Кенет II Мак Малкълм (Coinneach mac Mhaol Chaluim) (Кенет Братоубиеца)  | преди 954    | 971                | Син на Малкълм I Шотландски 3 деца                   | 995                | 995 Фетеркайрн                                       |
|         | Константин Мак Кулен (Coiseam mac Chailean)                             | преди 971    | 995                | Син на Кулен Шотландски                              | 997                | 997                                                  |
|         | Кенет III Мак Дуб (Coinneach mac Dhuibh) (Кенет Кафявия)                | 967          | 997                | Син на Дуб Шотландски 3 деца                         | 25 март 1005       | 25 март 1005 Монзивейд                               |
|         | Малкълм II Мак Кенет (Maol Chaluim mac Choinnich) (Малкълм Унищожителя) | -            | 1005               | Син на Кенет III Шотландски 2 деца ?                 | 25 ноември 1034    | 25 ноември 1034 Гламис                               |

## Дънкелд
Дънкан наследява Малкълм II като крал, но след неуспешно и непопулярно царуване бил свален от братовчед си Макбет, който имал дълго и успешно царуване. Той е приятел на духовниците, множи църквите и олтарите, а през 1050 година дори отива на поклонение в Рим, където „сее пари като жито“. Печели много битки срещу англичаните. Последните обаче приемат на своя територия сина на Дънкан, Малкълм (Малкълм III) а той нахлува в Шотландия през 1057 година, за да си търси правата. В битката при Лънфанат, Хайдландс1057 – 1058 г. Макбет е убит т заедно с доведения си син и наследник Лулах. Малкълм III се възкачва на трона. Със смъртта на Малкълм, брат му Доналд III завзема трона и изпраща децата на брат си в изгнание. Семейната вражда продължава в същия дух, като братя и братовчеди се избиват за властта над Шотландия или, за тези които не желаят братска кръв по ръцете си, се изпращали едни други в манастири, където да не си пречат. Чак при царуването на краля-реформатор Дейвид I короната започва да се предава по установения ред, от баща на син или от брат на брат.
| Потртет | Име                                                                      | Роден                                        | Управлява от     | Семейство | Управлява до     | Починал                                        |
| ------- | ------------------------------------------------------------------------ | -------------------------------------------- | ---------------- | --- | ---------------- | ---------------------------------------------- |
|         | Дънкан I Мак Кенет (Donnchaidh I mac Crionain) (Дънкан Болния)           | -                                            | 25 ноември 1034  | Внук на Малкълм II Шотландски женен веднъж: Сютен 2 деца                                                                                | 14 август 1040   | 14 август 1040 Елгин, Мъри                     |
|         | Макбет Мак Финлей (MacBheatha mac Fhionnlaigh) (Червения Крал)           | около 1005                                   | 14 август 1040   | Внук на Малкълм II Шотландски женен веднъж: Грюош Шотландска нямат деца                                                                 | 15 август 1058   | 15 август 1058 Лимфанан или Скоун              |
|         | Лулах Мак Гил Комген (Lughlagh mac Gille Chomghain)                      | около 1030 Мъри                              | 15 август 1057   | Праправнук на Кенет III Шотландски | 17 март 1058     | 17 март 1058 близо до Хънтли, Абърдийншър      |
|         | Малкълм III Мак Дънкан (Maol Chaluim III mac Dhonnchaidh)                | -                                            | около април 1058 | Син на Дънкан I Шотландски женен два пъти: Ингебьорг Финсдоттер 2 деца Маргарет Уесекс 8 деца                                           | 13 ноември 1093  | 13 ноември 1093 Алнуик, Нортхъмберланд, Англия |
|         | Диналд III Мак Дънкан (Domnhall III mac Dhonnchaidh)                     | преди 1040                                   | 1093             | Син на Дънкан I Шотландски | 1094             | 1099 Ангъс                                     |
|         | Дънкан II мак Малкълм (Donnchadh II mac Maoil Chaluim)                   | преди 1060                                   | 1094             | Син на Малкълм III Шотландски и Ингибьорг Финсдоттер женен веднъж: Етелреда от Нортхъмбрие 1 дете                                       | 12 ноември 1094  | 12 ноември 1094 Дънфърмлин                     |
|         | Едгар Мак Малкълм (Eagar mac Mhaoil Chaluim)                             | около 1074                                   | 1094             | Син на Маклълм III Шотландски и Маргарет Уесекс неженен без деца                                                                        | 8 януари 1107    | 8 януари 1107 Единбург                         |
|         | Аластър I Мак Малкълм (Alasdair I mac Mhaoil Chaluim) (Аластор Свирепия) | около 1078 Дънфърмлин                        | 1107             | Син на Малкълм III Шотландски и Маргарет Уесекс женен веднъж: Сибила Нормандска нямат деца 1 незаконнороден син                         | 23 април 1124    | 23 април 1124 Стърлинг                         |
|         | Дейвид I мак Малкълм (Dàibhidh I mac Mhaoil Chaluim) (Свети Дейвид)      | 1085                                         | април/май 1124   | Син на Малкълм III Шотландски и Маргарет Уесекс женен веднъж: Мод Хънтингтън 4 деца                                                     | 23 май 1152      | 23 май 1152 Карлайл, Камбрия                   |
|         | Малкълм IV мак Хенри (Maol Chaluim IV mac Eanrig) (Малкълм Девата)       | април/май 1141                               | 24 май 1152      | Вник на Дейвид I Шотландски Син на Кенри, херцог на Нортхамбрия неженен без деца                                                        | 9 септември 1162 | 9 септември 1162 Джедбург, Роксбургшър         |
|         | Уилям I Мак Хенри (Uilleim I mac Eanrig) (Уилям Лъвът)                   | около 1143 Хънтингтън, Хънтингтъншър, Англия | 9 декември 1165  | Внук на Дейвид I Шотландски син на Хенри, херцог на Нортхамбрия женен веднъж: Ерменгарг дьо Бомон 5 деца                                | 4 декември 1214  | 4 декември 1214 Стърлинг, Шотландия            |
|         | Аластър II Мак Уилям (Alasdair II mac Uilleim)                           | 24 август 1198 Хадингтън, Източен Лоудиън    | 4 декември 1214  | Син на Уилям I Шотландски и Ерменгарг дьо Бомон женен два пъти: Жана Английска нямат деца Мари де Курси 1 дете 1 незаконнородена дъщеря | 6 юли 1249       | 6 юли 1249 Керера, Инър Хебридс                |
|         | Аластър III Мак Аластор (Alasdait III mac Alasdair)                      | 11 септември 1241 Роксбург, Роксбургшър      | 6 юли 1249       | Син на Аластър II Шотландски и Мари де Курси женен два пъти: Маргарет Английска 3 деца Йоланда де Дрьо нямат деца                       | 26 март 1286     | 26 март 1286 Кингхорн Нес, Файф                |

## Ферхер
Последния крал от Дънкелд, Аластър III има три деца от първата си съпруга, двама сина и една дъщеря, Маргарет която венчае за норвежкия крал Ерик II, но до 1286 синовете му са мъртви. Дъщеря му Маргарет на свой ред оставила само единствено дете, също с името Маргарет, загива. Когато Аластър умира в злополука при яздене по-късно същата година, шотландските благородници признават най-близкия роднина на Аластър, неговата внучка, тригодишната норвежка принцеса Магарет Норвежка за кралица на Шотландия. Въпреки това Маргарет останала в Норвегия до есента на 1290 когато е изпратена за пръв път в своето кралство, но по време на пътуването тя се разболява и загива в Оркней.
| Портрет | Име                       | Родена              | Управява от     | Претенция към трона                 | Управлява до            | Починала                                             |
| ------- | ------------------------- | ------------------- | --------------- | ----------------------------------- | ----------------------- | ---------------------------------------------------- |
|         | Маргарет, Норвежката дева | април 1283 Норвегия | 25 ноември 1285 | Внучка на Александър III Шотландски | септември/октомври 1290 | септември/октомври 1290 Оркнейски острови, Шотландия |

## Бейлиъл
Смъртта на Маргарет Норвежка води до криза в кралството. С нея наследниците на Уилям I изчезват, а очевиден наследник на трона няма. Тринадесет души изявяват претенции към трона, но най-силни били претенциите на двама души: Робърт Брус, херцог на Анандейл, внук на Дейвид Хънтингтън и брат на Уилям и Джон Бейлиъл, правнук на Хънтингтън. Шотландските благородници поканили за арбитър английския крал Едуард I. Той се възползва от ситуацията и ги принуждва да положат клетва за вярност пред самия него. В крайна сметка англичаните поставят марионетната фигура на Джон Бейлиъл, но гой се проявил като слаб и неспособен владетел и Едуард го принуждава да абдикира. Английският крал скоро започнал да планира бъдещо сливане на Шотландия с Англия. Синът на Джон, Едуард Бейлиъл е претендент за трона и с английска помощ управлява части от кралството между 1332 и 1356 г.
| Портрет | Име                                                        | Роден      | Управлява от    | Претенция към трона                        | Управлява до            | Починал                                    |
| ------- | ---------------------------------------------------------- | ---------- | --------------- | ------------------------------------------ | ----------------------- | ------------------------------------------ |
|         | Джон Бейлиъл, Празната наметка (Iain Balliol, Toom Tabard) | около 1249 | 17 ноември 1292 | Внук на Дейвид Хънтингтън, брат на Уилям I | 10 юли 1296 (абдикирал) | 25 ноември 1314 Хеликур, Пикардия, Франция |

## Брус
За десет години Шотландия няма свой собствен крал, но шотландците масово отказват да положат клетва пред английския крал. Те вдигат въстание предвождени от Уилям Уолас и Ендрю де Морей, а по-след неговото потушване Ен, Робърт Брус (внук на претендента от 1292) излизат начело. Брус побеждава англиначите приз Банокбърн и извоюва независимостта на Шотландия. Той успява да се справи противниците си за трона и е коронован в Скоун под името крал Робърт I. Възкачването на новия крал се случва успоредно със смяната на жизнения и властен Едуард I с Едуард II. Тъй като новият владетел на Ангрия не притежава предприемчивостта на своя баща, то освобождаването на Шотландия от английско влияние значително се улеснява. В битката при Банокбърн през 1314 г. англичаните са разбити. В следващите години те са принудени да признаят независимостта на Шотландия през 1329 г.
След смъртта на крал Робърт, обаче ситуацията се променя – неговият син Дейвид е още дете и властта се упражнява от регент. Англичаните не пропускат възможността да нападнат и да си върнат властта. Едуард Бейлиъл, син на крал Джон се самокоронова за крал. С подкрепата на английските войски той печели решаващо сражение при Battle of Dupplin Moor през 1332 г.регентът, граф на Карик, е убит, невръстният Дейвид е прогонен във Франция а много шотландски благородници са пленени. В Шотландия избухва гражданска война между „колаборационисти“ и „патриоти“. Едуард Бейлиъл предава значителна част от Южна Шотландия на Едуард III, (комуто се заклева във васална вярност), но удържа трона за кратко. Накрая той окончателно е прогонен в Англия (французите, които са традиционни съюзници на шотландците се намесват с военна сила). Крал Дейвид прекарва почти целия си живот в изгнание, първо свободен при съюзниците си във Франция, после затворен в Англия. Когато през 1371 г. умира, без да остави наследници, династията Брус изчезва.
| Портрет | Име                                                | Роден                                     | Управлява от | Предци и семейство                                                                                                 | Уптавлява до     | Починал                                       |
| ------- | -------------------------------------------------- | ----------------------------------------- | ------------ | --- | ---------------- | --------------------------------------------- |
|         | Робърт I Брус (Roibert I a Briuis) (Робърт Добрия) | 11 юли 1274 Замъкът Търнбери, Айршир      | 25 март 1306 | Праправник на Дейвид Хънтингтън, брат на Уилям I женен два пъти: Изабела от Мар нямат деца Елизабет де Берг 4 деца | 7 юни 1329       | 7 юни 1329 Имението Кардос, Аргил анд Бют     |
|         | Дейвид II (Dàibhidh II a Briuis)                   | 5 май 1324 Двореца Дънфърмлин, Дънфърмлин | 7 юни 1324   | Син на Робърт I и Елизабет де Берг женен два пъти: Жана Английски нямат деца Маргарет Дръмонд нямат деца           | 22 февруари 1371 | 22 февруари 1371 Единбургски дворец, Единбург |

## Стюарт
Наследник на Дейвид на шотландския трон е племенникът му Робърт, син на Марджъри Брус, дъщеря на Робърт Добрия. На 55-годишна възраст, Робърт II не е особено жизнен монарх. Същото важи и за неговият син Робърт III, страдащ от трайни увреждания след злополука. Те са последвани от множество регентства заради ранната възраст на кралете, довели до периоди на инерция, когато благородници узурпирали властта на короната, следвани от самостоятелно управление на краля, когато се обръщало внимание на проблемите от инертния период, или на по-трайни проблеми, останали от предишни царувания. Управлението на Шотландия става все по-трудно поради непокорството на благородниците. Опитът на Джеймс I да реши проблема с аристокрацията води до неговото убийство. Джеймс III е убит по време на гражданска война между него и благородниците, предвождани от собствения му син. Когато Джеймс IV е убит в битката при Флъден, съпругата му Маргарет Тюдор е избрана за регент. Тя, обаче е свалена от благородниците, а съпругата на Джеймс V Мари дьо Гиз успява да запази страната цяла за дъщеря си Мария Стюарт единствено разделяйки фракциите на благородниците и раздавайки солидни подкупи. Мария Стюарт най-напред е женена за френския принц Франсоа II (шотландците имат близки отношения с Франция дълго време) но той умира от заразява на кръвта. Това облекчава задачата на Мария, тъй като шотландския двор се страхува от бъдещо френско влияние и съответно – от това че така ще католицизма ще се наложи в Шотландия. Братът на Мария, лорд Джеймс, по известен като граф Мъри успява да я убеди, че ако тя спазва принцип на умерен протестантизъм в Шотландия ще ѝ бъде позволено да изповядва католицизъм като лична религия.
Първоначално Мария започва управлението си успешно и бързо печели любовта на поданиците си. Тя обаче не може да се омъжи без одобрението на братовчедка си Елизабет I., която се обявява за нейна настойница и и търси кандидати приемливи за английската корона. Гордиевият възел е разсечен, когато Мария се влюбва в Хенри Стюарт, лорд Дарнли и впоследствие се жени за него на 29 юли 1565 г.. За зла беда той се оказва крайно неподходящ за неин съпруг – вятърничав, любовчия, с един брак зад гърба си, а и най-лошото – католик. Мария скоро е принудена да избира между двама фаворити – него и граф Мъри. Тя прогонва втория, въпреки значителната помощ, която той и оказва във взимането на трона и управлението. Мъри вдига бунт, и Мария го обвинява в измяна. Тя печели сраженията на военния фронт, но фракцията на протестантите бързо реагира. Те се постарават да скарат Мария и лорд Дарнли. В двореца плъзва слух, че Мария има и друг фаворит – италианския секретар Давид Рично. На 9 март 1966 г. Рично е убит – уж случайно, но всъщност с подкрепата на Дарнли. Мария Стюарт се измъква от двореца, спасява се при верния ѝ васал Джеймс Хепбърн и повежда гражданска война със съпруга си. Но ако сватбата ѝ с Дарнли е грешка, то сватбата ѝ с Джеймс Хепбърн, лорд Бътуел е фарс. Той е пряко отговорен за смъртта на лорд Дарнли. Църквата веднага реагира наричайки този акт прелюбодеяние – тя взима за съпруг, убиеца на предния си мъж! Хугенотите реагират до един. Самата Мария предизвиква недоволството на аристократите както с недалновидните си бракове (с лорд Дарнли, а впоследствие и с граф Ботуел), така и със политическия си завой си от умерено изповядване на калвинизъм към католицизъм. ОТ този момент Мария Стюарт се забърква в поредица от сражения. Конфликтът се решава на 15 юни 1567 на възвишението Карбъри Хил, на 8 км от Единбург,. Там тя е пленена от протестанските лордове и абдикира в полза на сила си. Протестанската аристокрация търси полубратът на Мария Стюарт, граф Мъри за регент. Тя с изненада открива, че той не се държи като роднина. Принудена е да бяга, от затвора си и да отхвърли абдикацията. След нови сражения, обаче на 13 май същата година обаче е изненадана от войските на противника, южно от Лангсайд Пленена е от англичаните и е принудена отново да е принудена да абдикира – този път окончателно! Тя е изпратена в затвор в Англия, където обаче е обвинена в измяна срещу английската кралица Елизабет I и екзекутирана през 1567. С нейната абдикация нейният едногодишен син Джеймс VI става крал.

### Крале на Шотландия
| Портрет | Име                                                    | Родена                                            | Управлява от     | Семейство | Управлява до              | Починала                                                                     |
| ------- | ------------------------------------------------------ | ------------------------------------------------- | ---------------- | --- | ------------------------- | ---------------------------------------------------------------------------- |
|         | Робърт II (Roibert II Stiùbhairt)                      | 2 март 1314 Пейзли, Ренфрушър                     | 22 февруари 1371 | Внук на Робърт I Брус Син на Уолтър Стюарт и Марджъри Брус женен два пъти: Елизабет Мур поне 10 деца Еуфемия де Рос 5 деца                | 19 април 1390             | 19 април 1390 Замъка Дънбоналд, Айршир                                       |
|         | Робърт III, Куция Крал (Roibert III, An Righ Bhagaigh) | около 1337                                        | 19 април 1390    | Син на Робърт II и Елизабет Мур женен веднъж: Анабела Дръмонд 6 деца                                                                      | 4 април 1406              | 4 април 1406 Замъкът Ротсел, ов. Бют, Бютшир                                 |
|         | Джеймс I (Seumas I)                                    | 10 декември 1394 Замакът Дъмфърмлин, Файф         | 4 април 1406     | Син на Робърт и Анабела Дръмонд женен веднъж: Джоан Бофор 8 деца                                                                          | 21 февруари 1437          | 21 февруари 1437 Блекфрайърс, Пърт                                           |
|         | Джеймс II (Seumas II)                                  | 16 октомври 1430 Холирудското абатство, Единбург  | 21 февруари 1437 | Син на Шеймъс I и Джоан Бофор женен веднъж: Мария Гелдерландска 7 деца                                                                    | 3 август 1460             | 3 август 1460 замъкът Рохсбург, Рохсбургшир                                  |
|         | Джеймс III (Seumas III)                                | 10 юли 1451 Дворците Стърлинг или Св. Ендрю       | 3 август 1460    | Син на Шеймъс II и Мария Гелдерландска женен веднъж: Маргарет Датска 3 деца                                                               | 11 юни 1488               | 11 юни 1488 Битката при Соучибърн                                            |
|         | Джеймс IV (Seumas IV)                                  | 17 март 1473 Замъкът Стърлинг, Стърлинг           | 11 юни 1488      | Син на Джеймс и Маргарет Датска женен веднъж: Маргарет Тюдор 4 деца                                                                       | 9 септември 1513          | 9 септември 1513 Битката при Флъден Филд, Нортъмберланд                      |
|         | Джеймс V (Seumas V)                                    | 10 април 1512 Замъкът Линлитгоу, Западен Лоудиън  | 9 септември 1513 | Син на Джеймс и Маргарет Тюдор женен два пъти: Мадлен Валоа нямат деца Мари дьо Гиз 3 деца                                                | 14 декември 1542          | 14 декември 1542 Фолкландски дворец, Файф                                    |
|         | Мария Стюарт (Mairi I)                                 | 8 декември 1542 Замъкът Линтгроу, Западен Лоудиън | 14 декември 1542 | Дъщеря на Джеймс и Мари дьо Гиз женена три пъти: Франсоа II Френски нямат деца Хенри Стюарт, лорд Дарнли 1 дете Джеймс Хепбърн нямат деца | 24 юли 1567 (детронирана) | 8 февруари 1587 Дворецът Фортерингрей, Нортхамптъншир, Англия (екзекутирана) |
|         | Джеймс VI (Seumas VI) (Джеймс I Английски)             | 19 юни 1566 Единбургски дворец, Единбург          | 24 юли 1567      | Син на Мария Стюарт и Хенри Стюарт, лорд Дарнли женен веднъж: Анна Датска 4 деца                                                          | 27 март 1625              | 27 март 1625 Теобалд Хаус, Хартфордшър, Англия                               |

### Крале на Шотландия и Англия
| Портрет | Име                                    | Роден                                                      | Управлява от   | Семейство | Управлява до             | Починал                                                            |
| ------- | -------------------------------------- | ---------------------------------------------------------- | -------------- | --- | ------------------------ | ------------------------------------------------------------------ |
|         | Джеймс VI (Seumas VI)                  | 19 юни 1566 Единбургски дворец, Единбург                   | 24 март 1603   | Правнук на Хенри VII Английски и Елизабет Йорк Син на Мария Стюарт и Хенри Стюарт, лорд Дарнли женен веднъж: Анна Датска 4 деца | 27 март 1625             | 27 март 1625 Теобалд Хаус, Хартфордшир, Англия                     |
|         | Чарлз I (Teàrlach I) (Чарлз Мъченикът) | 19 ноември 1600 Дворецът Дънфърмлин, Дънфърмлин, Шотландия | 27 март 1625   | Син на Джеймс VI и Анна Датска женен веднъж: Хенриета Френска 7 деца                                                            | 30 януари 1649           | 30 януари 1649 пред Банкетната къща, Уайтхол, Лондон (екзекутиран) |
|         | Чарлз II (Teàrlach II)                 | 29 май 1630 Дворец Сейнт Джеймс, Лондон                    | 30 януари 1649 | Син на Чарлз I и Хенриета Френска женен веднъж: Катарина де Браганса нямат деца поне 8 незаконнородени деца                     | януари 1651 (детрониран) | 6 февруари 1685 Уайтхол, Лондон                                    |

## Английска революция
|  | Оливър Кромуел (Oliver Cromwell)  | 25 април 1599 Хънтингтън, Кембриджшир, Англия   | 16 декември 1653 | Водещ английски революционер първи Лорд-протектор | 3 септември 1658 | 3 септември 1658 Уайтхол, Лондон          |
|  | Ричард Кромуел (Richard Cromwell) | 4 октомври 1626 Хънтингтън, Кембриджшир, Англия | 3 септември 1658 | Син на Оливър Кромуел Втори Лорд-протектор        | 25 май 1659      | 12 юли 1712 Честхънт, Хартфордшир, Англия |

### Реставрация
| Портрет | Име                                                        | Роден а                                      | Управлява от                        | Семейство                                                                                                   | Управлява до     | Почина а                                    |
| ------- | ---------------------------------------------------------- | -------------------------------------------- | ----------------------------------- | --- | ---------------- | ------------------------------------------- |
|         | Чарлз II (Tearlach II)                                     | 29 май 1630 Двореца Сейнт Джеймс, Лондон     | 29 май 1660 (признат от Парламента) | Син на Чарлз I и Хенриета Френска женен веднъж: Катарина де Браганса нямат деца поне 8 незаконнородени деца | 6 февруари 1685  | 6 февруари 1685 Уайтхол, Лондон             |
|         | Джеймс VII (Seumas VII) (Джеймс II Английски)              | 14 октомври 1633 Дворец Сейнт Джеймс, Лондон | 6 февруари 1685                     | Син на Чарлз I и Хенриета Френска женен два пъти: Ан Хайд 5 деца Мария Моденска 2 деца                      | 11 декември 1688 | 16 септември 1701 Сен Жермен ан Ле, Франция |
|         | Мери II (Mairi II)                                         | 30 април 1662 Двореца Сейнт Джеймс, Лондон   | 13 февруари 1689                    | Дъщеря на Джеймс VII и Ан Хайд женена веднъж Уилям Орански нямат деца                                       | 28 декември 1694 | 28 декември 1694 Дворец Кенсингтън, Лондон  |
|         | Уилям II Орански (Uilleam II Orains) (Уилям III Английски) | 14 ноември 1650 Биненхоф, Хага, Холандия     | 13 февруари 1689                    | Внук на Чарлз I и Хенриета Френска Първи братовчед и съпруг на Мери II                                      | 8 март 1702      | 8 март 1702 Дворец Кенсингтън, Лондон       |
|         | Анна Стюарт (Anna Stiubhairt)                              | 6 февруари 1665 Дворец Сейнт Джеймс, Лондон  | 8 март 1702                         | Дъщеря на Джеймс VII и Мария Моденска женена веднъж: принц Джордж Датски 17 деца                            | 1 май 1707       | 1 август 1714 Дворец Кенсингтън, Лондон     |

През 1707 Шотландия е обединена с Англия, с която от 1603 се намира в лична уния. Кралица Анна и нейните наследници стават крале на Великобритания, а по-късно, през1801, след обединение с Ирландия – крале на Обединеното кралство Великобритания и Ирландия.

## Претенденти за трона

### Стюарт-Якобинска партия
Дори и след абдикирането си Джеймс VII продължава да изявява претенции към трона на Шотландия, Англия и Ирландия. След смъртта му през 1701 синът му Джеймс Франсис Стюарт продължава претенцията, наричайки се Джеймс VIII Шотландски и III Английски, който дори и след сливането на Англия и Шотландия продължил с претенциите, а след смъртта на сестра му кралица Анна през 1714 се завъръща в Шотландия, за да си върне трона. След неуспеха си се завъръща в Италия. Тридесет години по-късно синът на Джеймс VIII, Чарлз Едуард Стюарт, също не успява в тази задача. Със смъртта на Чарлз и неуспешните претенции на Хенри Бенедикт Стюарт, брат на Чарлз, и двамата умират без наследници и родът Стюарт се прекъсва.
| Портрет | Име                                             | Роден                                    | Начало на претенция | Претенция към трона                                    | Край на претенция | Починал                                      |
| ------- | ----------------------------------------------- | ---------------------------------------- | ------------------- | ------------------------------------------------------ | ----------------- | -------------------------------------------- |
|         | Джеймс VIII (Seumas VIII) (Джеймс II Английски) | 10 юни 1688 Двореца Сейнт Джеймс, Лондон | 16 септември 1701   | Син на Джеймс VII и Мария Моденска брат на Мери и Анна | 1 януари 1766     | 1 януари 1766 Палацо Мути, Рим (в изгнание)  |
|         | Чарлз III (Tearlact III) (Хубавият принц Чарли) | 31 декември 1720 Палацо Мути, Рим        | 1 януари 1766       | Син на Джеймс VIII и Мария Собиеска                    | 31 януари 1788    | 31 януари 1788 Палацо Мути, Рим (в изгнание) |
|         | Хенри I (Eanrigh I) (Хенри XI Английски)        | 11 март 1725 Рим                         | 31 януари 1788      | Син на Джеймс VIII и Мария Собиеска брат на Чарлз III  | 13 юли 1807       | 13 юли 1807 Фраскати, Рим (в изгнание)       |